# ژوائو رگو
ژوائو رگو (انگلیسی: João Rego؛ زادهٔ ۲۰ ژوئن ۲۰۰۵) بازیکن فوتبال اهل پرتغال است.
وی همچنین در تیم‌های ملی فوتبال زیر ۱۷ سال پرتغال، زیر ۱۸ سال پرتغال، و زیر ۱۹ سال پرتغال بازی کرده است.